# Hoplitis praestans
Hoplitis praestans är en biart som först beskrevs av Morawitz 1893.  Hoplitis praestans ingår i släktet gnagbin, och familjen buksamlarbin. Inga underarter finns listade i Catalogue of Life.